# Brotheas jourdani
Espèce
Brotheas jourdani est une espèce de scorpions de la famille des Chactidae.

## Distribution
Cette espèce est endémique d'Amazonas au Brésil. Elle se rencontre vers Morro dos Seis Lagos à São Gabriel da Cachoeira.

## Description
Brotheas jourdani mesure de 55 à 60 mm.

## Étymologie
Cette espèce est nommée en l'honneur de Raymond Jourdan.

## Publication originale
- Lourenço, 1997 : The remarkable endemism of the scorpion fauna of the Neblina Tepui in Amazonia. Biogeographica, Paris, vol. 73, no 2, p. 95-96.